# Epiparasitismus
Epiparasitismus ist die indirekte Ausbeutung eines Lebewesens durch ein anderes unter Vermittlung eines Dritten.

## Geschichte und Inhalt des Begriffs

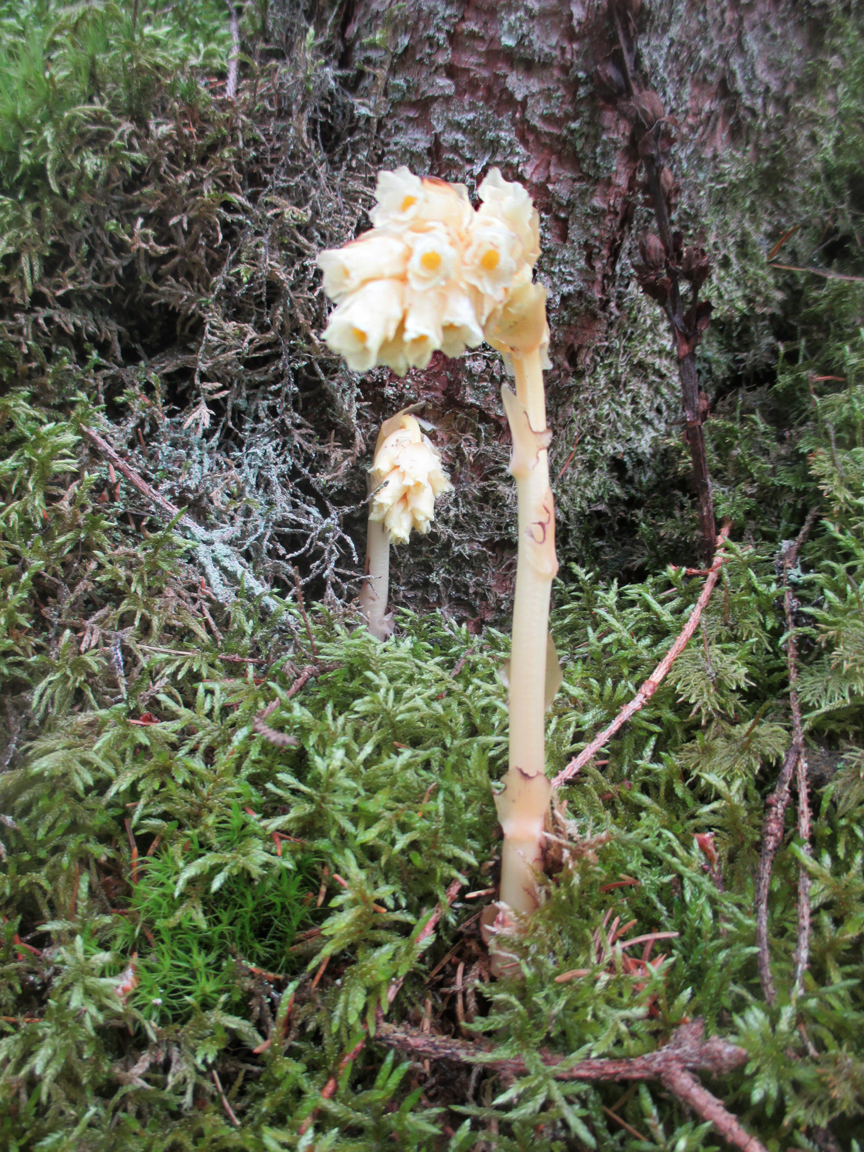
Fichtenspargel

Der Begriff wurde 1960 von dem schwedischen Forstbotaniker Erik Björkman für die durch Mykorrhizapilze vermittelte Beziehung des myko-heterotrophen Fichtenspargels (Monotropa hypopitys) zu den ihn umgebenden Waldbäumen geprägt: Die Keimung der Samen erfolgt bei Monotropa hypopitys ausschließlich nach Pilzinfektion durch Ritterlingsarten (Tricholoma). Aber auch die erwachsenen Pflanzen sind weiterhin auf die Versorgung mit Kohlenstoffhydraten durch den Pilz angewiesen, die dieser wiederum von seinen Mykorrhizapartnern, den Waldbäumen, bezieht. Die autotrophen Bäume werden also mit Hilfe einer Pilzbrücke vom heterotrophen Fichtenspargel parasitiert.
Seit den 90er Jahren wurde der Begriff in umfassenderer Weise für myko-heterotrophe Pflanzen generell benutzt, als der bisher benutzte, sachlich inkorrekte Terminus „Saprophyt“ in die Kritik geriet.
Der Biologe Martin Bidartondo definierte den Begriff dabei als „dreiteilige Symbiose aus einem parasitären Partner, einem vermittelnden Partner und einem abschließenden Wirtspartner“ (tripartite symbiosis between a parasitic lineage, an intermediate host lineage and an ultimate host lineage).
In jüngster Zeit ist dieser Gebrauch des Begriffs jedoch als ebenfalls falsch kritisiert worden, weil er impliziere, dass der Pilz ausschließlich als „Nährstoffbrücke“ fungiere, ansonsten aber unbeeinträchtigt bliebe. Alle mykoheterotrophen Pflanzen, soweit untersucht, töten jedoch die in das Wurzelgewebe einwachsenden Hyphen und verdauen sie anschließend mittels Enzymen. Für diese zerstörerischen „Epiparasiten“ wurde unter anderem der Begriff „Exploitative Mycorrhiza“ vorgeschlagen.
Die epiparasitische Lebensweise unterscheidet sich fundamental vom Hyperparasitismus; die Begriffe werden aber vielfach verwechselt oder synonym gebraucht.

## Beispiele für epiparasitisch lebende Pflanzen

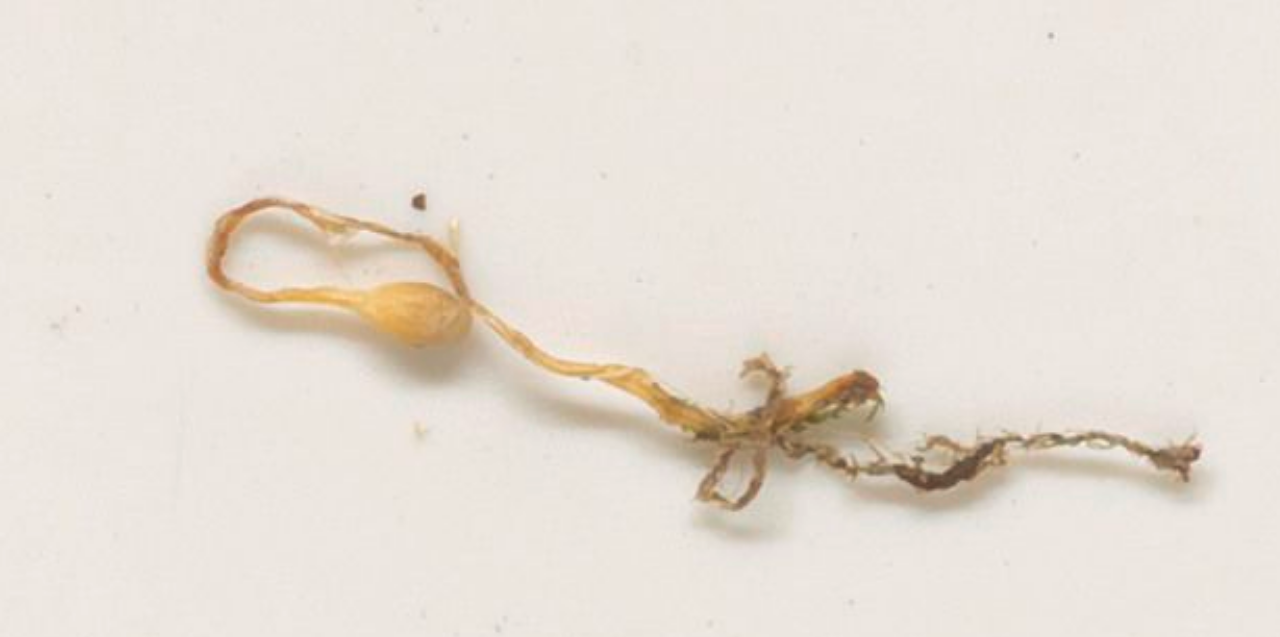
Aneura mirabilis

Außer bei den chlorophylllosen Heidekrautgewächsen kommt die epiparasitische Lebensweise vor allem bei myko-heterotrophen Orchideen vor. Beispiele aus der mitteleuropäischen Flora sind die Vogel-Nestwurz (Neottia nidus-avis), die Korallenwurz (Corallorhiza trifida) und der Violette Dingel (Limodorum abortivum).
Weitere epiparasitische Orchideen sind etwa Gastrodia minor und Rhizanthella gardneri, eine australische Orchidee. Der mit ihren Wurzeln verwachsene Mykorrhizapilz Thanatephorus gardneri ist zugleich Symbiosepartner der Myrtenheide Melaleuca uncinata. Der Pilz erhält vom Baum Nährstoffe und gibt einen Teil davon an die Orchidee weiter.
Aber selbst für ein Lebermoos, das unterirdisch lebende Aneura mirabilis (Synonym Cryptothallus mirabilis), konnte gezeigt werden, dass es epiparasitisch lebt.